# Mesina
Mesina (en italiano: Messina; en griego: Μεσίνα) es una ciudad y capital de la homónima ciudad metropolitana, situada en el ángulo nordeste de Sicilia, enfrente de Regio de Calabria, junto al mar y al homónimo estrecho de Mesina.

## Geografía
La zona es altamente sísmica, de hecho la ciudad fue arrasada varias veces en la antigüedad. Durante el último terremoto (28 de diciembre de 1908) la ciudad fue destruida prácticamente por completo: murieron 60 000 de los 150 000 habitantes con los que contaba en esa época.
Se encuentra a unos 90 km de Catania y unos 230 km de Palermo.

## Historia

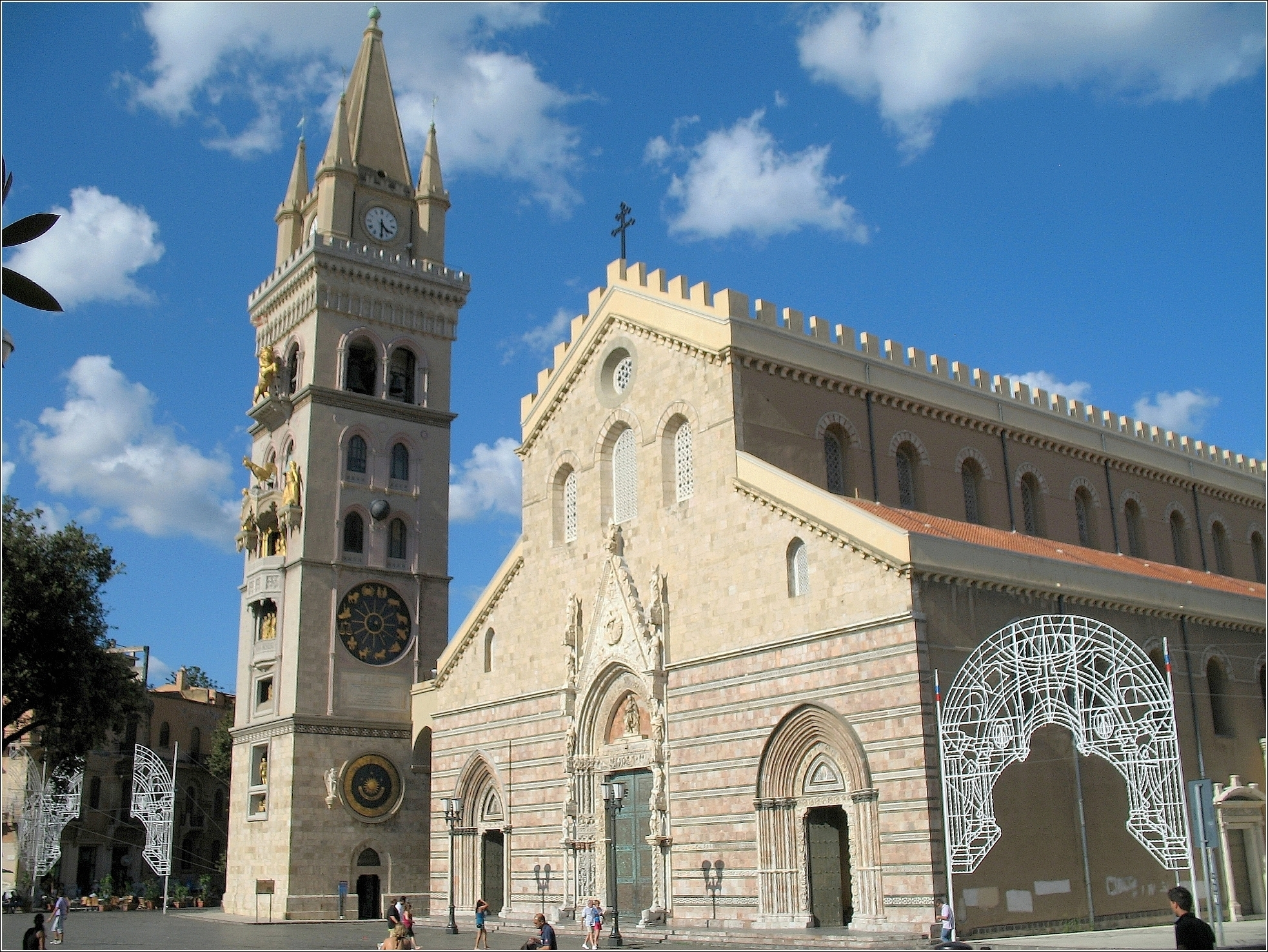
Catedral y reloj astronómico de Mesina en 2009.

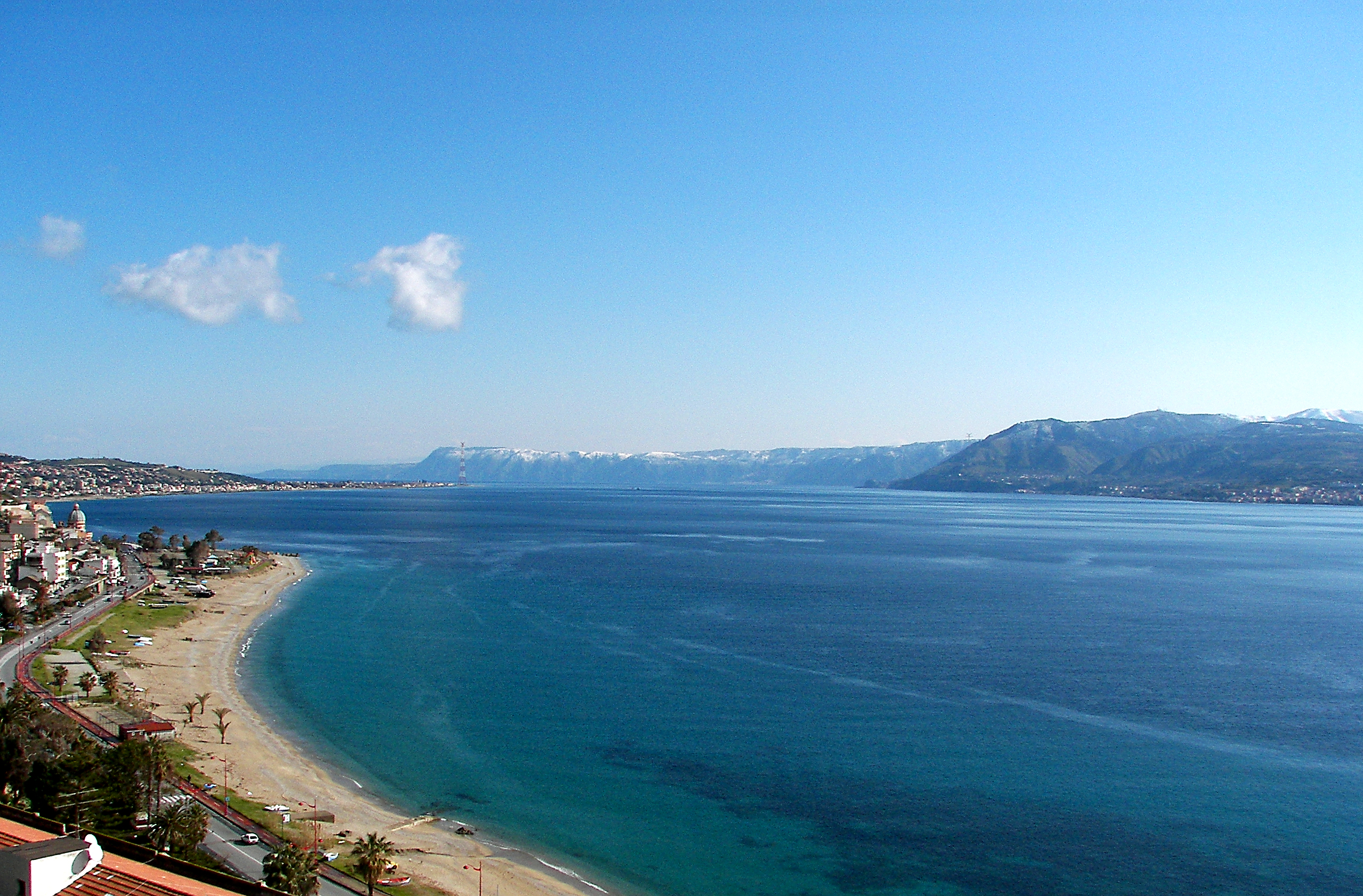
Mesina tiene alrededor de 30 km de playas.

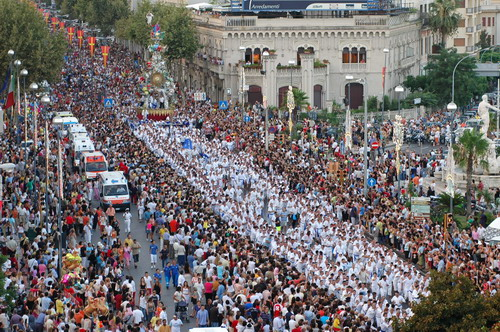
La Vara de l'Asunción de Maria recorre las calles de la ciudad a mediados de agosto

La actual Mesina originalmente tenía el nombre de Zancle (Ζάγκλη, término de origen sículo que quiere decir "hoz", por la forma de su puerto natural, y aún hoy las escaleras que conducen hasta él son llamadas Scaletta Zanclea). Después de Zancle, se denominó Mesana (en griego Μεσσήνη o Μεσσάνα: "Messene" o "Messana").
Según Tucídides, Mesina fue fundada en el siglo VIII a. C. (posiblemente sobre un establecimiento de los sículos) por piratas de Cumas, que era una colonia calcídica, y se había convertido en colonia regular con colonos de Calcis y otras ciudades de Eubea, dirigidos por Perieres de Calcis y Cratémenes de Cumas. Escimno de Quíos  y Estrabón dicen que fue fundada como colonia de Naxos de Sicilia, que era una colonia calcídica y por tanto fundada después de 735 a. C.
Un siglo después se fundaron dos colonias: Milas e Hímera, al noroeste de la isla. Mientras Milas continuó como una dependencia de Zancle, Hímera creció y se convirtió en una ciudad importante.
Después de 494 a. C., algunos milesios y gente de Samos dieron un nuevo impulso a las colonizaciones de Zancle, fundando un establecimiento entre Hímera y Milas, llamado Caleacte (la Bella Costa), pero el tirano de Regio, Anaxilao, les convenció de apoderarse de la misma Zancle, aprovechando que estaba desguarecida (las tropas estaban ausentes, no se sabe dónde). Zancle estaba gobernada entonces por el tirano Escita, al que Heródoto daba el título de rey; atacada Zancle, pidió ayuda a Hipócrates de Gela, pero este les traicionó, y se alió con los atacantes, y juntos ocuparon la ciudad. Escita fue encarcelado junto con parte de la población, y la gente de Samos y algunos milesios se quedaron con la posesión de Zancle.
A comienzos del siglo V a. C., llegó una inmigración de mesenios del Peloponeso o de Regio, y Anaxilao de Regio la renombró Mesene en recuerdo de su antigua patria, que pronto se transformó en Mesana. Estos hechos tuvieron fecha entre 493 a. C. y 476 a. C. en que murió Anaxilao. 
Por un tiempo quedó unida a Regio, y a la muerte de Anaxilao pasó a ser gobernada por Micito y, después, por dos hijos de Anaxilao; sin embargo, a la muerte de Hierón I de Siracusa y la expulsión de su hermano Trasíbulo, la ciudad expulsó a su tirano y se hizo independiente en 461 a. C. Nuevos colonos se establecieron en la ciudad. El siguiente período (460-426 a. C.) fue de gran prosperidad.
En 426 a. C. llegó a Mesana la flota ateniense dirigida por Laques, que se estableció en Regio y atacó a Milas, que se rindió. Entonces Laques atacó Mesana, que también se sometió a la alianza ateniense.
En 425 a. C. los habitantes de Mesana salieron de la alianza y se aliaron con Siracusa, y la ciudad se convirtió en el puerto de la alianza entre Siracusa y Locri. Mesana atacó Naxos pero los  sículos y leontinos acudieron en ayuda de los naxios y los pusieron en fuga. A continuación, los leontinos junto a los atenienses asediaron Mesana sin éxito. En 424 a. C. se firmó la paz general, pero las disensiones internas llevaron a la dominación de la ciudad por Locris Epizefiria, sometimiento que no duró más allá de 415 a. C., cuando volvió la flota ateniense, en la expedición de Atenas a la isla. En esta ocasión Mesana permaneció neutral y rechazó las peticiones de Atenas y de Siracusa.

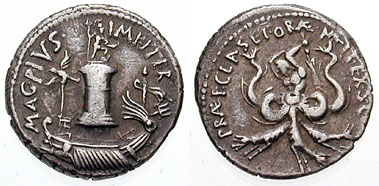
Moneda de Sexto Pompeyo, describiendo el faro de Mesina y Escila.

La ciudad fue atacada, tomada, saqueada y destruida en 396 a. C. por los cartagineses; luego fue reconquistada por Dionisio I de Siracusa, que instaló mil locros en la ciudad y la fortificó. La ciudad de Regio, que veía en ello una amenaza, estableció en Milas a los exiliados de Naxos y Catania para crear un contrapoder al siracusano. A continuación, en el 394 a. C., emprendió una expedición militar contra Mesana pero los mesenios vencieron y recuperaron Milas. Poco después, sin embargo, cuando Dionisio I de Siracusa fue derrotado por los sículos de Tauromenio, Mesina, al igual que Acragante, decidió abandonar la alianza con Siracusa. En 393-392 a. C., Mesina fue saqueada por Magón de Cartago.
En el 315 a. C. fue asediada por Agatocles de Siracusa pero la ciudad, ayudada por numerosos exiliados siracusanos que estaban allí refugiados, resistió el asedio.

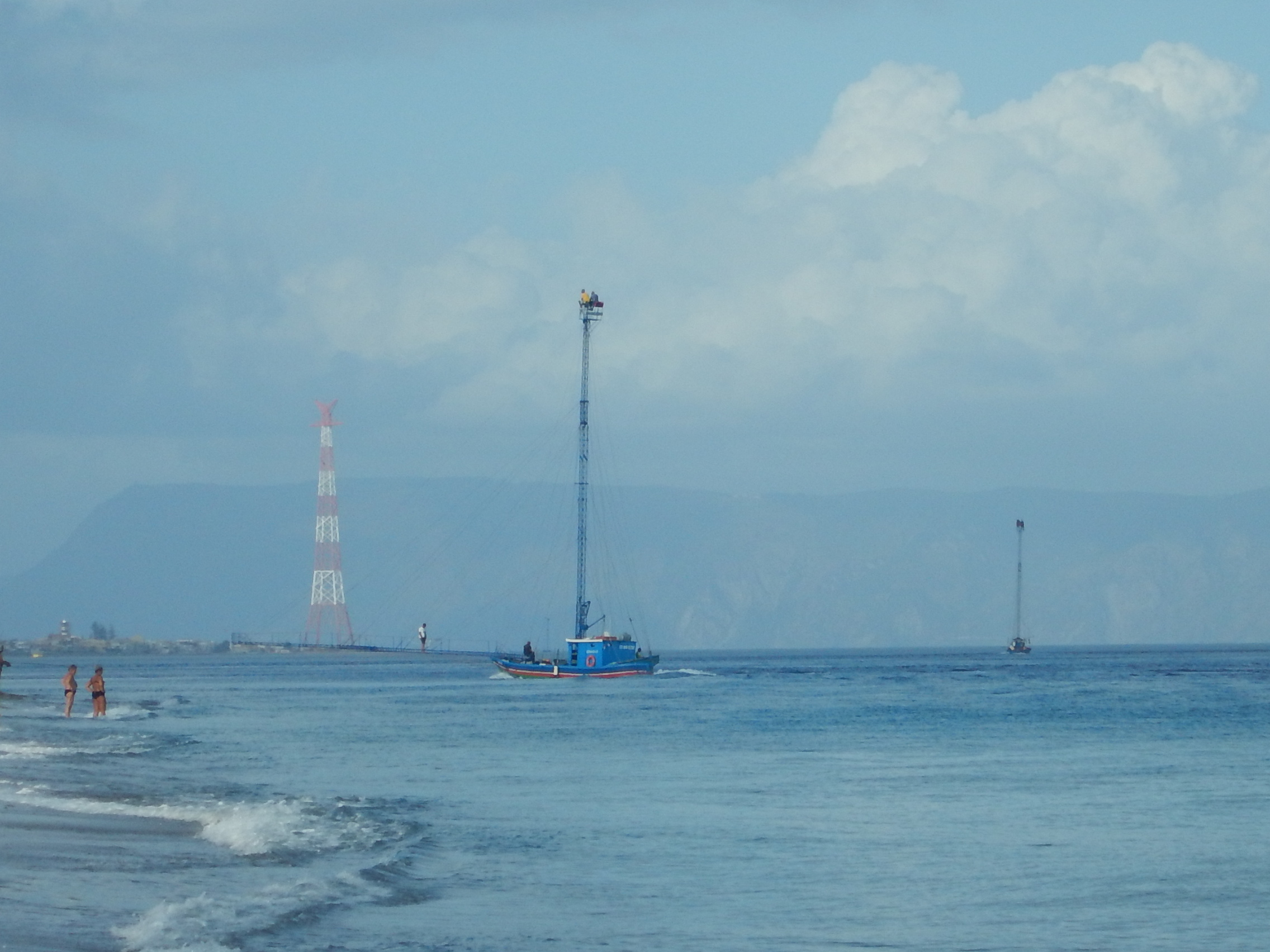
La Feluca, el típico barco utilizado por los pescadores de Messina para cazar el pez espada

En 288 a. C. los mamertinos capturaron la ciudad por una traición, matando a todos los hombres y tomando a todas las mujeres como esposas. La ciudad fue una base desde donde devastaron el campo, encabezando un conflicto con el imperio regional de Siracusa. Hierón II, tirano de Siracusa, derrotó a los mamertinos cerca de Milas en el río Longano, y asedió Mesina. Cartago ayudó a los siracusanos durante el conflicto con Siracusa sobre el dominio en Sicilia. Cuando Hierón atacó una segunda vez en 264 a. C., los mamertinos pidieron a Roma una alianza, esperando una protección más fiable. Aunque inicialmente reticente a ayudarles para que no animara a otros grupos mercenarios a amotinarse, Roma estaba poco dispuesta a ver el poder cartaginés propagarse por Sicilia e invadir Italia. Roma, por tanto, entró en una alianza con los mamertinos. En 264 a. C., las tropas romanas fueron desplegadas en Sicilia, la primera vez que el ejército romano actuaba fuera de la península italiana.

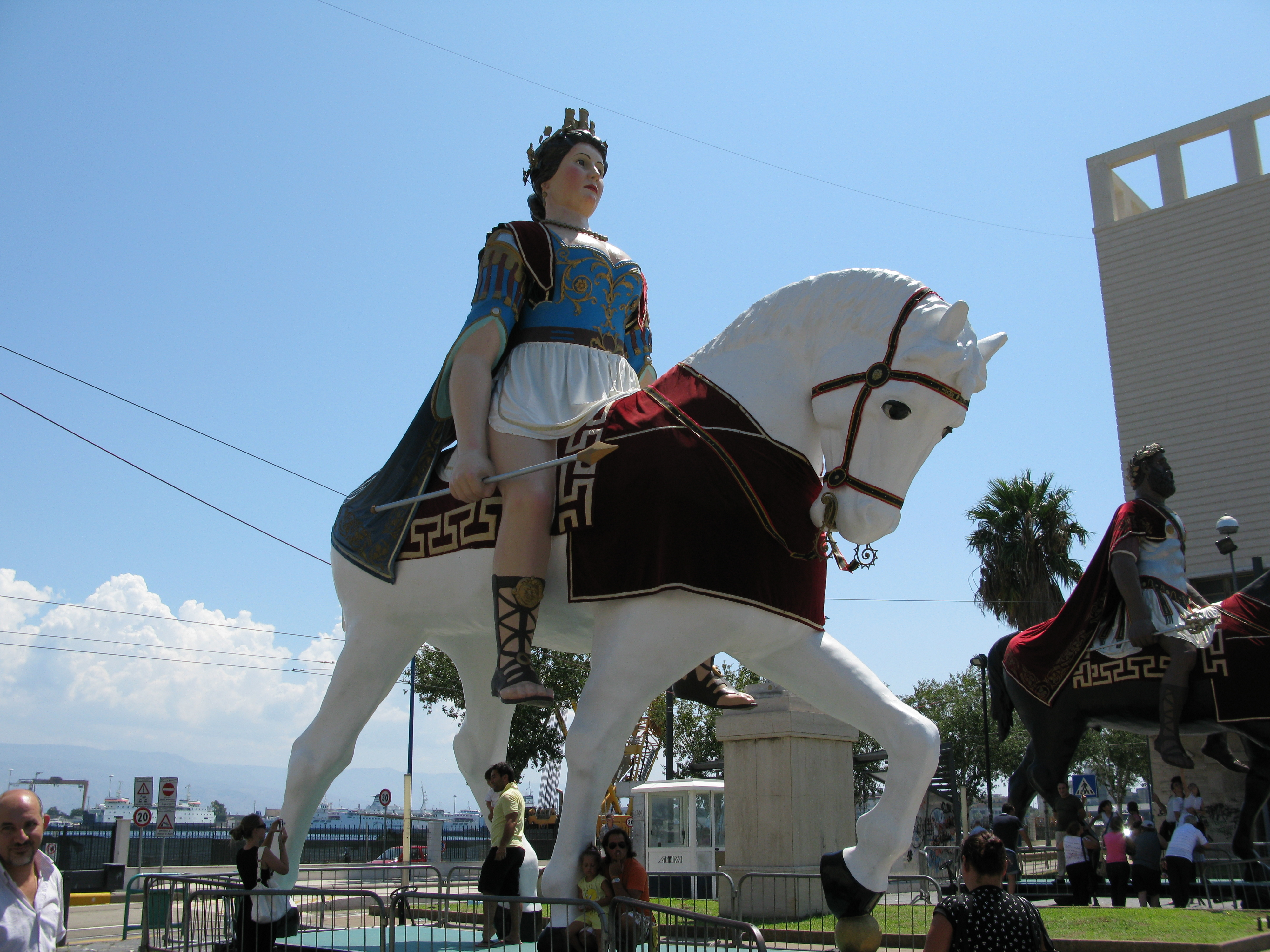
Los gigantes Mata y Grifone que narra varias leyendas relacionadas con la ciudad, que se toman alrededor de Messina durante la segunda semana de agosto

Al final de la primera guerra púnica, Mesina era una ciudad libre aliada con Roma. En época romana, entonces conocida como Mesana, tenía un importante faro. Mesana fue la base de Sexto Pompeyo durante su guerra contra Augusto.
Tras la caída del Imperio romano de Occidente, la ciudad fue sucesivamente conquistada por los godos, luego por el Imperio romano de Oriente en 535, por los árabes en 842, y en 1061 por los hermanos normandos Roberto Guiscardo y Roger Bosso (más tarde conde Roger I de Sicilia). En 1189 el rey inglés Ricardo I se detuvo en Mesina en su camino hacia Tierra Santa y ocupó brevemente la ciudad después de una disputa sobre la dote de su hermana, quien había sido casada con Guillermo II de Sicilia.

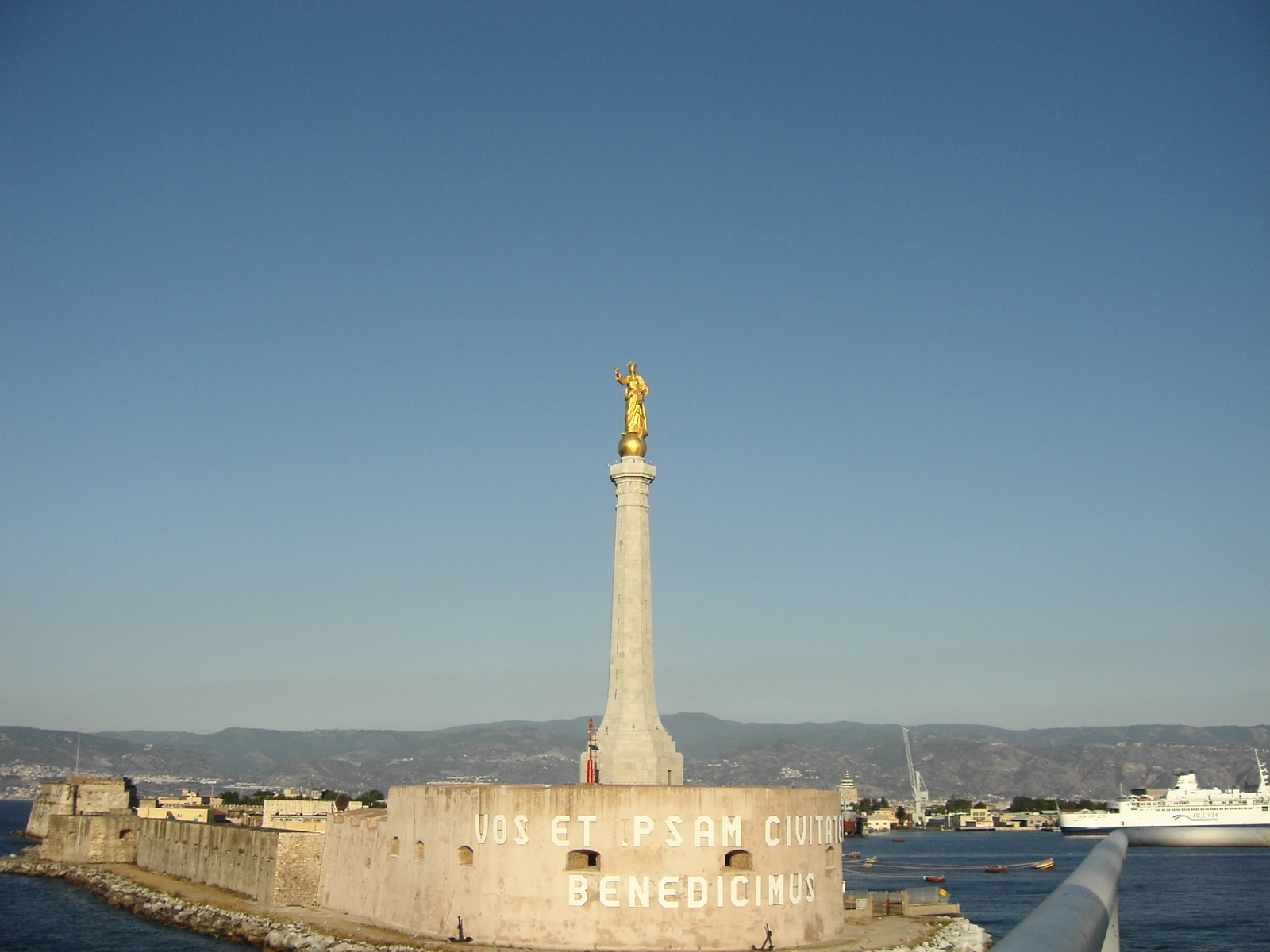
La Madonna della Lettera con vistas al puerto de Mesina es el santo patrón de la ciudad, que se celebra el 3 de junio

Mesina fue, muy probablemente, el puerto por el cual la peste negra entró en Europa en la Edad Media (1347): la plaga fue traída por barcos genoveses que venían de Caffa en Crimea, mar Negro. En 1548, san Ignacio de Loyola fundó aquí el primer colegio jesuita del mundo, que dio a luz más tarde al Studium Generale (la actual Universidad de Mesina).

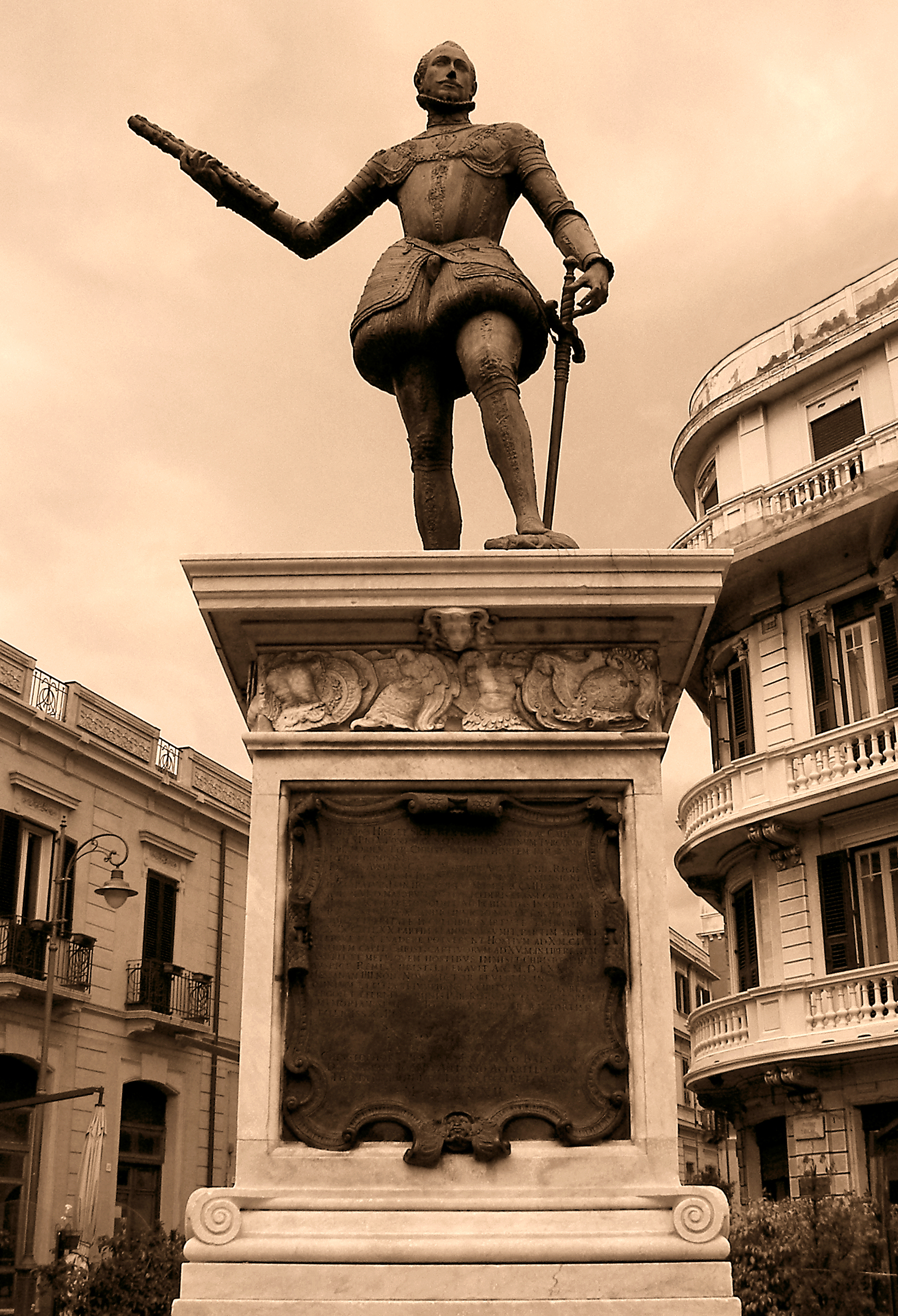
El monumento a Don Juan de Austria en la plaza Lepanto.

Los barcos cristianos que ganaron la batalla de Lepanto (1571) partieron de Mesina: el escritor español Miguel de Cervantes, que tomó parte en la batalla, se recuperó durante algún tiempo en el Gran Hospital. La ciudad alcanzó la cima de su esplendor a principios del siglo XVII, bajo dominio español, en la época en que fue una de las diez ciudades más grandes de Europa. En 1674 la ciudad se rebeló contra la guarnición extranjera. Se las arregló para permanecer independiente durante algún tiempo, gracias a la ayuda del rey francés Luis XIV, pero en 1678, con la Paz de Nimega, fue reconquistada por los españoles. Entre fines del siglo XVII y principios del siglo XVIII los gobernadores Francesco Antonio de Unzaga Amezaga, Luigi de Panizza Ladrón de Guevara y Roque Hernández reforzaron y rehabilitaron las defensas de Lípari y Mesina de cara a posibles ataques de piratas berberiscos y corsarios ingleses. Durante el enfrentamiento de España con la Cuádruple Alianza, en la guerra homónima 1717 y 1721, la ciudad fue sometida a asedio y acabó cayendo en manos de los aliados.
En 1847 fue una de las primeras ciudades en Italia donde los tumultos unitarios estallaron. En 1848 se rebeló abiertamente contra los Borbones reinantes, pero fue fuertemente reprimida otra vez. Solo en 1860, tras la batalla de Milazzo, las tropas de Garibaldi liberaron la ciudad. Una de las principales figuras de la unificación de Italia, Giuseppe Mazzini, fue elegido diputado en Mesina en las elecciones generales de 1866.
La ciudad fue casi enteramente destruida por un terremoto y un tsunami asociado en la mañana del 28 de diciembre de 1908, a consecuencia de los cuales murieron 60 000 personas y se destruyó la mayor parte de la antigua arquitectura. La ciudad fue reconstruida en gran parte al año siguiente, según un plan más moderno y racional. Un daño adicional fue añadido por los masivos bombardeos aéreos estadounidenses de 1943 (durante la Segunda Guerra Mundial), que causaron miles de muertos. Más tarde, la ciudad ganó una medalla de oro por el valor militar y otra por el valor civil en memoria del evento y el consiguiente esfuerzo de reconstrucción.
En junio de 1955, Mesina fue la sede de la conferencia europea occidental de ministros de relaciones exteriores que dio lugar a la creación de la Comunidad Económica Europea.
A lo largo del siglo XX hubo una gran polémica por el proyecto de un puente sobre el estrecho. Torre faro es una antigua estructura de 224 metros que fue utilizada para unir Sicilia con la península mediante una línea eléctrica aérea.

### Clima
| Parámetros climáticos promedio de Mesina (normales 1991-2020, extremos 1909–presente) | Parámetros climáticos promedio de Mesina (normales 1991-2020, extremos 1909–presente) | Parámetros climáticos promedio de Mesina (normales 1991-2020, extremos 1909–presente) | Parámetros climáticos promedio de Mesina (normales 1991-2020, extremos 1909–presente) | Parámetros climáticos promedio de Mesina (normales 1991-2020, extremos 1909–presente) | Parámetros climáticos promedio de Mesina (normales 1991-2020, extremos 1909–presente) | Parámetros climáticos promedio de Mesina (normales 1991-2020, extremos 1909–presente) | Parámetros climáticos promedio de Mesina (normales 1991-2020, extremos 1909–presente) | Parámetros climáticos promedio de Mesina (normales 1991-2020, extremos 1909–presente) | Parámetros climáticos promedio de Mesina (normales 1991-2020, extremos 1909–presente) | Parámetros climáticos promedio de Mesina (normales 1991-2020, extremos 1909–presente) | Parámetros climáticos promedio de Mesina (normales 1991-2020, extremos 1909–presente) | Parámetros climáticos promedio de Mesina (normales 1991-2020, extremos 1909–presente) | Parámetros climáticos promedio de Mesina (normales 1991-2020, extremos 1909–presente) |
| Mes                                                                                   | Ene.                                                                                  | Feb.                                                                                  | Mar.                                                                                  | Abr.                                                                                  | May.                                                                                  | Jun.                                                                                  | Jul.                                                                                  | Ago.                                                                                  | Sep.                                                                                  | Oct.                                                                                  | Nov.                                                                                  | Dic.                                                                                  | Anual                                                                                 |
| ------------------------------------------------------------------------------------- | ------------------------------------------------------------------------------------- | ------------------------------------------------------------------------------------- | ------------------------------------------------------------------------------------- | ------------------------------------------------------------------------------------- | ------------------------------------------------------------------------------------- | ------------------------------------------------------------------------------------- | ------------------------------------------------------------------------------------- | ------------------------------------------------------------------------------------- | ------------------------------------------------------------------------------------- | ------------------------------------------------------------------------------------- | ------------------------------------------------------------------------------------- | ------------------------------------------------------------------------------------- | ------------------------------------------------------------------------------------- |
| Temp. máx. abs. (°C)                                                                  | 24.6                                                                                  | 25.8                                                                                  | 32.0                                                                                  | 29.6                                                                                  | 33.6                                                                                  | 43.4                                                                                  | 43.6                                                                                  | 41.8                                                                                  | 40.5                                                                                  | 36.4                                                                                  | 29.2                                                                                  | 26.6                                                                                  | 43.6                                                                                  |
| Temp. máx. media (°C)                                                                 | 14.8                                                                                  | 15.0                                                                                  | 16.9                                                                                  | 19.4                                                                                  | 23.4                                                                                  | 27.8                                                                                  | 30.9                                                                                  | 31.4                                                                                  | 27.8                                                                                  | 24.0                                                                                  | 19.8                                                                                  | 16.2                                                                                  | 22.3                                                                                  |
| Temp. media (°C)                                                                      | 12.4                                                                                  | 12.3                                                                                  | 14.0                                                                                  | 16.2                                                                                  | 20.0                                                                                  | 24.2                                                                                  | 27.2                                                                                  | 27.8                                                                                  | 24.4                                                                                  | 20.9                                                                                  | 17.1                                                                                  | 13.7                                                                                  | 19.2                                                                                  |
| Temp. mín. media (°C)                                                                 | 10.1                                                                                  | 9.7                                                                                   | 11.3                                                                                  | 13.3                                                                                  | 16.9                                                                                  | 21.1                                                                                  | 24.0                                                                                  | 24.7                                                                                  | 21.4                                                                                  | 18.3                                                                                  | 14.6                                                                                  | 11.4                                                                                  | 16.4                                                                                  |
| Temp. mín. abs. (°C)                                                                  | 0.2                                                                                   | -0.1                                                                                  | -0.2                                                                                  | 4.3                                                                                   | 7.5                                                                                   | 12.4                                                                                  | 15.3                                                                                  | 14.4                                                                                  | 12.5                                                                                  | 7.5                                                                                   | 5.1                                                                                   | 0.8                                                                                   | -0.2                                                                                  |
| Precipitación total (mm)                                                              | 118.5                                                                                 | 92.4                                                                                  | 94.0                                                                                  | 65.5                                                                                  | 37.1                                                                                  | 32.1                                                                                  | 19.8                                                                                  | 29.9                                                                                  | 91.8                                                                                  | 114.1                                                                                 | 126.9                                                                                 | 127.3                                                                                 | 949.3                                                                                 |
| Días de precipitaciones (≥ 1.0 mm)                                                    | 10.90                                                                                 | 9.87                                                                                  | 8.93                                                                                  | 6.90                                                                                  | 4.33                                                                                  | 2.76                                                                                  | 2.03                                                                                  | 2.27                                                                                  | 7.40                                                                                  | 7.93                                                                                  | 10.70                                                                                 | 11.73                                                                                 | 85.75                                                                                 |
| Horas de sol                                                                          | 142.6                                                                                 | 153.2                                                                                 | 207.7                                                                                 | 222.0                                                                                 | 277.5                                                                                 | 300.0                                                                                 | 334.2                                                                                 | 314.0                                                                                 | 231.9                                                                                 | 199.0                                                                                 | 150.9                                                                                 | 126.5                                                                                 | 2659.5                                                                                |
| Humedad relativa (%)                                                                  | 74.1                                                                                  | 71.9                                                                                  | 71.3                                                                                  | 70.9                                                                                  | 69.1                                                                                  | 68.3                                                                                  | 68.1                                                                                  | 68.8                                                                                  | 71.4                                                                                  | 73.9                                                                                  | 74.7                                                                                  | 74.0                                                                                  | 71.4                                                                                  |
| Fuente n.º 1: NOAA                                                                    |                                                                                       |                                                                                       |                                                                                       |                                                                                       |                                                                                       |                                                                                       |                                                                                       |                                                                                       |                                                                                       |                                                                                       |                                                                                       |                                                                                       |                                                                                       |
| Fuente n.º 2: climaintoscana                                                          |                                                                                       |                                                                                       |                                                                                       |                                                                                       |                                                                                       |                                                                                       |                                                                                       |                                                                                       |                                                                                       |                                                                                       |                                                                                       |                                                                                       |                                                                                       |

## Demografía
| Gráfica de evolución demográfica de Mesina entre 1861 y 2021 |
|                                                              |
| Fuente ISTAT                                                 |

### Etnias y minorías extranjeras
A 31 de diciembre de 2023, los extranjeros residentes en el municipio eran 11.394, es decir, el 5,2% de la población. Los grupos más grandes se muestran a continuación:
La comunidad extranjera más numerosa es la de Sri Lanka con un 31,0% de todos los extranjeros presentes en el país, seguida de Filipinas y Rumanía.

## Transporte

### Buses urbanos y extraurbanos
Mesina tiene una red de numerosas autolíneas urbanas gestionadas por ATM Messina,de propiedad pública que administra y gestiona el transporte público en la red urbana y los aparcamientos públicos. Además hay muchas compañías de buses extraurbanos que conectan Mesina con muchas ciudades y pueblos de Sicilia e incluso con varios destinos nacionales e internacionales, a pesar de los largos viajes que suponen.

### Ferrocarril
Mesina está cubierta por varias líneas ferroviarias, la mayoría pertenece a Ferrovie dello Stato, lo que propicia la existencia de varias estaciones por toda la ciudad, destacando la estación de Mesina Central.

### Metro
La línea única n.° 28 conecta el centro histórico de la ciudad, a través de la estación Piazza Cairoli, con la periferia nord-sur de la ciudad, sirviendo a lo largo de la ruta a una estacion del servicio ferroviario metropolitano de Messina, es decir Gazzi. 

### Servicio ferroviario metropolitano
El servicio ferroviario metropolitano, que recorre el enlace ferroviario sur-norte de la ciudad, que cuenta con varias paradas urbanas y suburbanas, entre las que destacan la de Mesina Centrale, que intercambia con el metro desde Giampilieri.

### Marítimo
Mesina cuenta con un porto que está cerca del casco histórico de la ciudad y tiene el mayor tráfico de pasajeros con el resto del continente.

### Aéreo
La ciudad está conectada al Aeroporto dello Stretto de Regio de Calabria, que lleva el nombre del héroe de guerra Tito Minniti. Se encuentra en la zona sur de la ciudad, a unos cuatro kilómetros del centro.
Para llegar desde Messina, en particular, se pueden utilizar los ferries regulares que circulan entre Messina y Villa San Giovanni y luego, tomar la línea de tren (la estación de Villa San Giovanni se encuentra justo al lado del puerto) eligiendo como parada de destino el Aeropuerto de Reggio Calabria, que se encuentra a 1 km de las terminales. Además de los transbordadores normales, es posible utilizar un cómodo servicio directo de hidroala desde el puerto de Messina al puerto de Reggio Calabria, con un tiempo de viaje de aproximadamente 35 minutos.